# ユホ・エルッコ
ユホ・エリアス・エルッコ（Juho Eljas Erkko、1885年6月1日 - 1965年2月20日）は、フィンランドの政治家、外交官、実業家。冬戦争直前、外務相を務めた。メディア財閥「サノマ」の総裁。

## 経歴
国民進歩党党員。「ヘルシンギン・サノマット」紙のオーナーであり、1937年から翌年まで、同紙上で反ソキャンペーンを繰り広げた。
1938年初め、ドイツ政府の要求によりR.ホルスティが更迭された後、アイモ・カヤンデル政権の外相に就任。エルッコの外相就任は、駐ヘルシンキ・ドイツ大使V.ブリュッヘルとの信頼関係によるものだとされる。親独的な立場を取り、ソ連との接近には反対していた。1938年8月、ドイツへの抵抗を表明することを要求するソ連の提案を拒否。
第二次世界大戦勃発後、1939年9月、ブリュッヘル大使と会見し、ソ連が新たな要求を提示した場合、ドイツの支援を当てにできるかどうかを探った。1939年10月にモスクワで始まった交渉において、エルッコは、セイスカリ、ラヴァンサーリ、チュテルサーリ島の譲渡のみに同意し、カレリア地峡での国境線の後退は厳格に拒否するよう訓令を出した。ソ連側は満足しなかったが、ソ連へのいかなる譲歩にも反対した。11月8日、フィンランドの提案が受け入れなかった場合、ソ連の全提案を拒否し、交渉を中断するよう、大統領に無断で代表団に訓令を出した。ソ連軍が侵攻して、冬戦争が始まった11月30日に、連立を構成する社会民主党のベイノ・タネルから退陣を要求され、12月1日、カヤンデル政権は総辞職した。
その後、メディア財閥「サノマ」（Sanoma）を率い、スカンジナビアで第2位のメディア・グループに成長させた。
ユホ・エルッコの死後、財閥は息子のアートスが率いた。アートス・エルッコは、2001年、フィンランドで最も裕福な人物となった（1億4,180万ユーロ）。　　　　　　　　